# 中野紘志
中野 紘志（なかの ひろし、1987年12月1日 - ）は、日本の男子ボート選手（ローイング選手）。茨城県スポーツ専門員。学校法人タイケン学園（日本ウェルネススポーツ大学）スポーツアドバイザー。

## 人物・経歴
石川県金沢市出身。金沢市立諸江町小学校、金沢市立浅野川中学校、石川県立金沢二水高等学校を経て、一橋大学商学部を卒業。一橋大学ボート部に所属した。2009年にチェコで開催された世界U23ボート選手権の男子軽量級舵手無しフォアで銀メダルを獲得した。世界U23ボート選手権での日本のメダル獲得は初めてであった。NTT東日本に入社したが、リオデジャネイロオリンピック出場を目指し2015年10月に退社。2016年4月からプロフェッショナル選手として茨城県スポーツ専門員を務める。2017年日本オリンピック委員会アスリート委員会委員。2018年4月1日より、学校法人タイケン学園（日本ウェルネススポーツ大学）スポーツアドバイザーに就任。